# Borsodi Mester
A Borsodi Mester a Borsodi Sörgyár Zrt. söre, amelyet 2018 óta gyárt és forgalmaz.

## Áttekintés
Kétféle komló (magnum és žateci) és kétféle maláta (ilseni és müncheni) felhasználásával készül, dobozos, üveges, és csapolt változatban. Az eredeti Borsodi sörhöz képest fontos eltérés, hogy ebben nem található kukoricagríz.
A Kontár Komlókutató blog 5-ből 3 pontot adott a sörre, kiemelve, hogy "gríz nélkül is lehet pocsék sört készíteni". A Sörfigyelő is gyenge osztályzatot adott neki: 5,5/10 pontra értékelte.